# Corentin Tolisso
Corentin Tolisso (ur. 3 sierpnia 1994 w Tarare) – francuski piłkarz togijskiego pochodzenia, występujący na pozycji pomocnika we francuskim klubie Olympique Lyon. W latach 2017–2021 wielokrotnie występował w reprezentacji Francji. Złoty medalista Mistrzostw Świata 2018.

## Statystyki kariery
(aktualne na dzień 17 lutego 2023)
| Klub               | Sezon              | Liga               | Liga  | Liga   | Puchar kraju | Puchar kraju | Puchar Ligi Francuskiej | Puchar Ligi Francuskiej | Europa | Europa | Inne  | Inne   | Suma  | Suma   |
| Klub               | Sezon              | Liga               | Mecze | Bramki | Mecze        | Bramki       | Mecze                   | Bramki                  | Mecze  | Bramki | Mecze | Bramki | Mecze | Bramki |
| ------------------ | ------------------ | ------------------ | ----- | ------ | ------------ | ------------ | ----------------------- | ----------------------- | ------ | ------ | ----- | ------ | ----- | ------ |
| Olympique Lyon     | 2013/14            | Ligue 1            | 14    | 1      | 1            | 0            | 1                       | 0                       | 9      | 0      | –     | –      | 25    | 1      |
| Olympique Lyon     | 2014/15            | Ligue 1            | 38    | 7      | 2            | 0            | —                       | —                       | 3      | 0      | –     | –      | 43    | 7      |
| Olympique Lyon     | 2015/16            | Ligue 1            | 33    | 5      | 4            | 1            | 2                       | 1                       | 6      | 0      | —     | —      | 45    | 7      |
| Olympique Lyon     | 2016/17            | Ligue 1            | 31    | 8      | 1            | 1            | —                       | —                       | 14     | 4      | 1     | 1      | 47    | 14     |
| Bayern Monachium   | 2017/18            | Bundesliga         | 26    | 6      | 5            | 1            | —                       | —                       | 8      | 3      | 1     | 0      | 40    | 10     |
| Bayern Monachium   | 2018/19            | Bundesliga         | 2     | 1      | 2            | 0            | —                       | —                       | —      | —      | —     | —      | 4     | 1      |
| Bayern Monachium   | 2019/20            | Bundesliga         | 13    | 1      | 4            | 0            | —                       | —                       | 10     | 3      | 1     | 0      | 28    | 4      |
| Bayern Monachium   | 2020/21            | Bundesliga         | 16    | 1      | 1            | 0            | —                       | —                       | 3      | 1      | 4     | 1      | 24    | 3      |
| Bayern Monachium   | 2021/22            | Bundesliga         | 15    | 2      | 2            | 1            | —                       | —                       | 4      | 0      | 1     | 0      | 22    | 3      |
| Olympique Lyon     | 2022/23            | Ligue 1            | 18    | 0      | 2            | 0            | –                       | –                       | –      | –      | –     | –      | 20    | 0      |
| Ogólnie w karierze | Ogólnie w karierze | Ogólnie w karierze | 206   | 32     | 24           | 4            | 3                       | 1                       | 57     | 11     | 8     | 2      | 298   | 50     |

## Sukcesy

### Bayern Monachium
- Mistrzostwo Niemiec: 2017/2018, 2018/2019, 2019/2020, 2020/2021, 2021/2022
- Puchar Niemiec: 2018/2019, 2019/2020
- Superpuchar Niemiec: 2017, 2018, 2020, 2021
- Klubowe mistrzostwa świata: 2020
- Liga Mistrzów UEFA: 2019/2020
- Superpuchar Europy UEFA: 2020

### Reprezentacyjne
Mistrzostwa świata
- Mistrzostwo: 2018

## Odznaczenia
- Chevalier Legii Honorowej – nadanie 2018[4], wręczenie 2019[5][6]